# Блю-Ерт (округ, Міннесота)
Шаблон:StateAbbr_ 44°02′ пн. ш. 94°04′ зх. д. / 44.03° пн. ш. 94.06° зх. д.
Округ Блю-Ерт (англ. Blue Earth County) — округ (графство) у штаті Міннесота, США. Ідентифікатор округу 27013.

## Історія
Округ утворений 1853 року.

## Демографія
За даними перепису
2000 року
загальне населення округу становило 55941 осіб, зокрема міського населення було 35272, а сільського — 20669.
Серед мешканців округу чоловіків було 27840, а жінок — 28101. В окрузі було 21062 домогосподарства, 12621 родин, які мешкали в 21971 будинках.
Середній розмір родини становив 2,99.
Віковий розподіл населення поданий у таблиці:
| Стать    | До 15 років | 15-21 | 22-29 | 30-39 | 40-49 | 50-65 | 65-85 | Понад 85 |
| -------- | ----------- | ----- | ----- | ----- | ----- | ----- | ----- | -------- |
| Чоловіки | 4989        | 5164  | 4298  | 3539  | 3772  | 3405  | 2366  | 307      |
| Жінки    | 4670        | 5347  | 3577  | 3258  | 3739  | 3401  | 3284  | 825      |

## Суміжні округи
- Ніколлет — північ
- Ле-Сюер — північний схід
- Восека — схід
- Феріболт — південь
- Мартін — південний захід
- Ватонван — захід
- Браун — північний захід

## Виноски
1. ↑  US Decennial Census. US Census Bureau. Архів оригіналу за 26 квітня 2015. Процитовано 5 жовтня 2014.
2. ↑  Historical Census Browser. University of Virginia Library. Архів оригіналу за 11 серпня 2012. Процитовано 5 жовтня 2014.
3. ↑  Population of Counties by Decennial Census: 1900 to 1990. US Census Bureau. Архів оригіналу за 4 серпня 2014. Процитовано 5 жовтня 2014.
4. ↑  Census 2000 PHC-T-4. Ranking Tables for Counties: 1990 and 2000 (PDF). US Census Bureau. Архів оригіналу (PDF) за 18 грудня 2014. Процитовано 5 жовтня 2014.
5. ↑  State & County QuickFacts. Бюро перепису населення США. Архів оригіналу за 7 липня 2011. Процитовано 31 серпня 2013. [Архівовано 2011-06-07 у Wayback Machine.](англ.) Наведено за англійською вікіпедією.
6. ↑  American FactFinder. Бюро перепису населення США. Архів оригіналу за 26 лютого 2012. Процитовано 31 січня 2008. [Архівовано 2008-05-21 у Wayback Machine.]

| США | Це незавершена стаття з географії США. Ви можете допомогти проєкту, виправивши або дописавши її. |